# Pedro Luis Escrivá

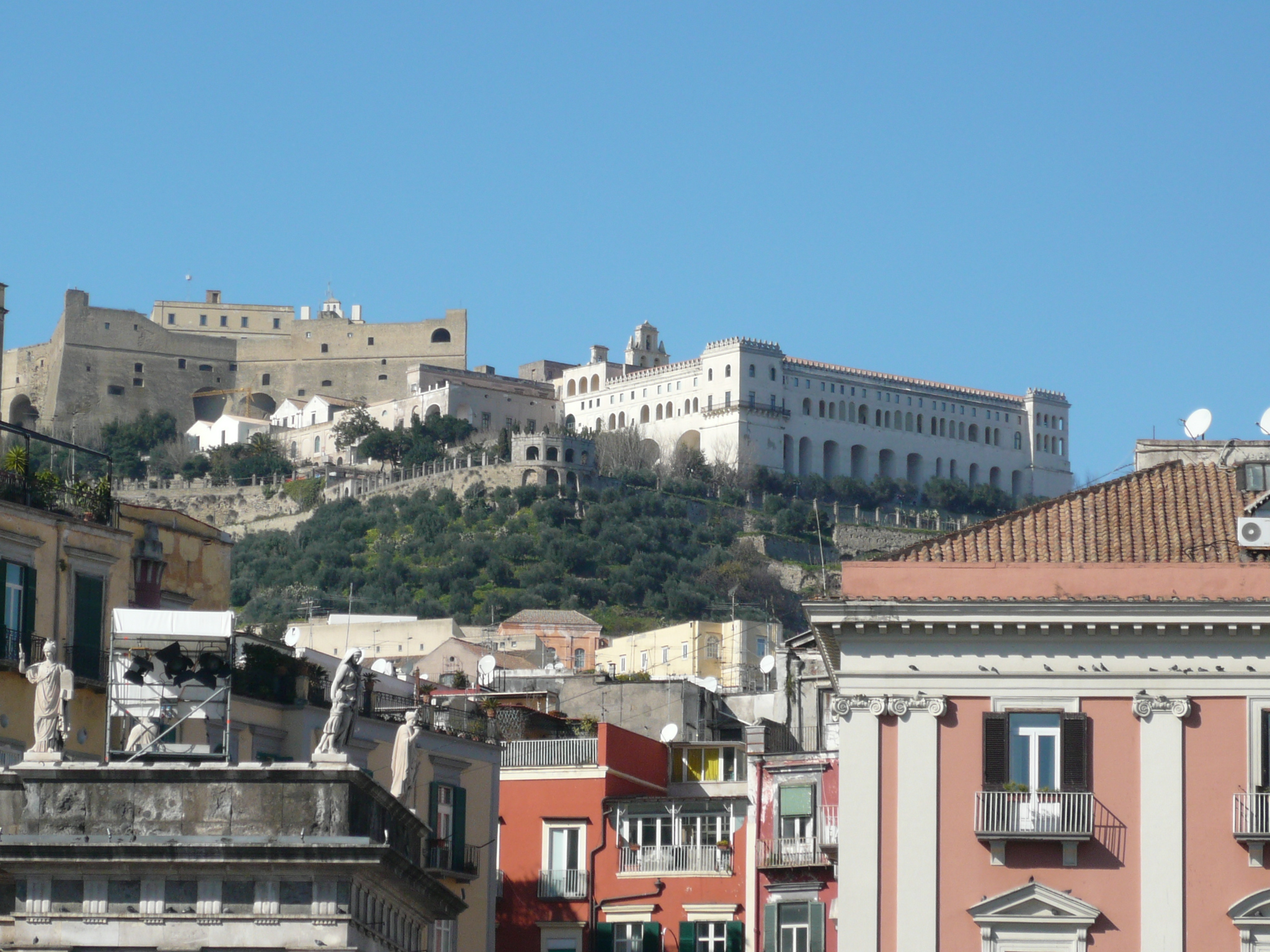
Castel Sant'Elmo, Napoli

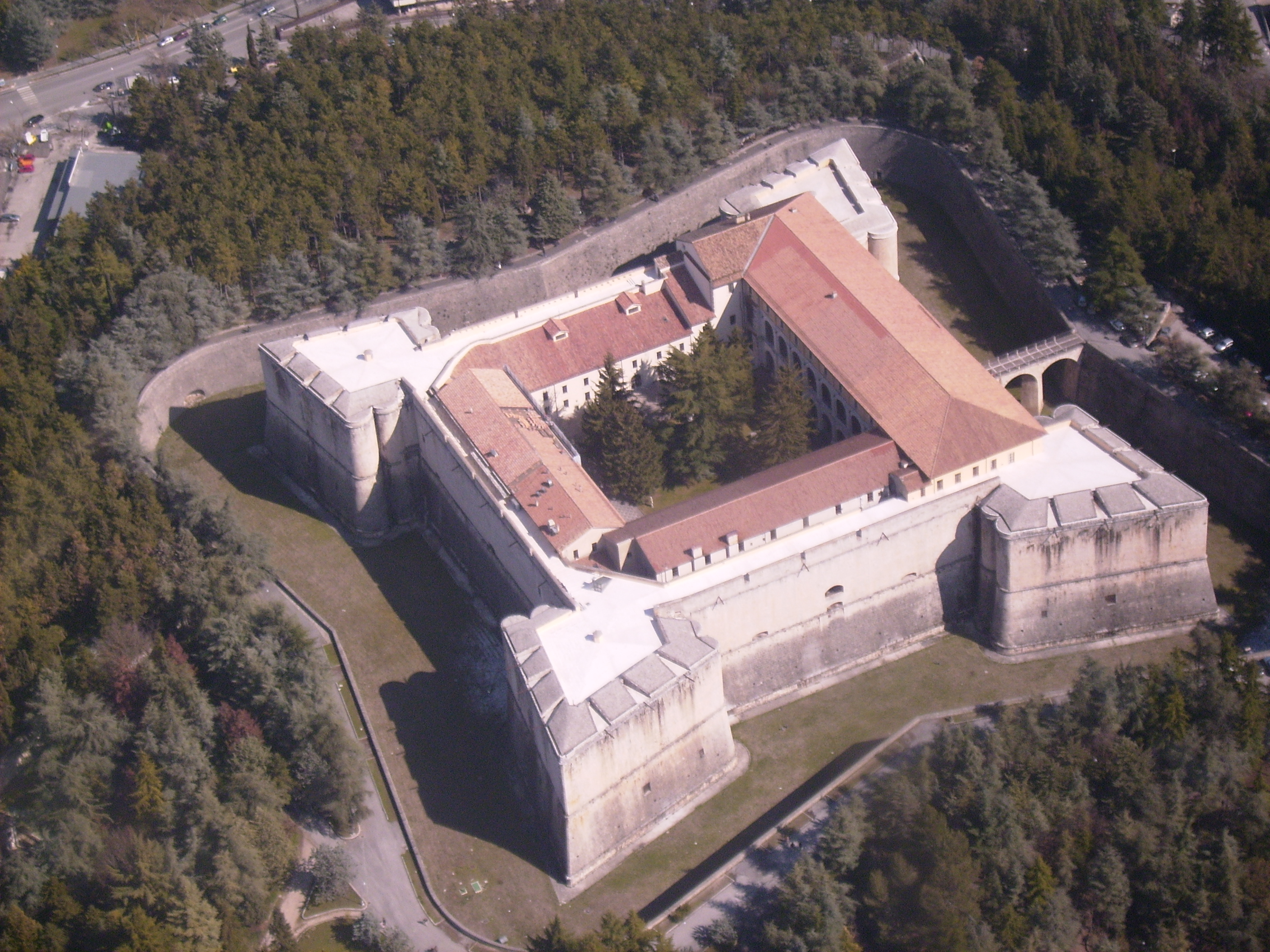
Forte spagnolo, L'Aquila

Pere Lluís Escrivá (noto in spagnolo con il nome Pedro Luis Escrivá) (Valencia, 1480 circa – XVI secolo) è stato un architetto e militare spagnolo di origine valenciana, al servizio di Carlo V d'Asburgo. Fu operativo anche in Italia presso la corte vicereale di Napoli.

## Biografia
Proveniente da nobile famiglia, fu istruito già dalla sua infanzia a studiare l'arte militare e le lettere. Entrò nell'ordine cavalleresco di San Giovanni di Gerusalemme, in questa compagnia si annoveravano i più esperti costruttori di castelli del mediterraneo, iniziò ad abituarsi anche al campo di battaglia durante la ribellione dei Comuneros in Spagna e successivamente, durante l'assedio del 1528, difese Napoli dai Francesi di Lautrec. Nel suo apprendistato di architetto militare ebbe importanza particolare l'ingegnere militare Gabriele Tadino, fu autore anche di diversi scritti tra cui un testo dedicato al Tadino, oggi di questo scritto non ci sono tracce. Altri furono il Veneris Tribunal, pubblicato nel 1537 a Venezia e dedicato a Francesco Maria I della Rovere e un'Apologia pubblicata nel 1538 dove utilizza la dialogica per rispondere alle critiche di alcuni detrattori riguardo alla costruzione di fortezze.
Le fortificazioni più note di questo architetto sono il Forte spagnolo dell'Aquila che progettò nel 1534, Escrivá abbandonò il cantiere tre anni dopo, quando fu incaricato di riprogettare e adeguare all'artiglieria tecnologicamente avanzata del XVI secolo il Castel Sant'Elmo. I due castelli presentano planimetrie diverse: il Forte dell'Aquila presenta una pianta quadrangolare con bastioni angolari lanceolati e fu d'ispirazione al Castello di Barletta dell'italiano Evangelista Menga; il castello di Napoli che fu progettato e costruito dal 1537 per protrarsi per circa un trentennio, invece presenta una pianta stellata che si rivelò molto più funzionale, la pianta presenta sei punte sporgenti, dal corpo centrale, di circa venti metri e in base a questo modello stellato s'ispira anche il Castello di Melendugno in Puglia.
Altra opera rilevata dell'Escrivá è la Torre di Martinsicuro continuata poi da Martín de Segura.